# Maccabi Ahi Nazaret
Maccabi Ahi Nazaret (hebr. מועדון כדורגל מכבי אחי נצרת, Moadon Kaduregel Maccabi Ahi Natzrat) – izraelski klub piłkarski, mający siedzibę w mieście Nazaret.

## Historia
Klub został założony w 1967 roku. Do 1975 klub występował w Liga Gimel (najniższy poziom). W 1998 klub awansował do Liga Arcit. W sezonie 2002/2003 klub zajął pierwsze miejsce w Liga Leumit i awansował do Premier Ligi, jednak nie utrzymał się w niej i spadł. W sezonie 2004/05 spadł do trzeciej ligi, ale w następnym 2005/06 powrócił do drugiej ligi, a w sezonie 2008/09 zdobył awans do Premier Ligi.

## Sukcesy
- Liga Leumit: 2002/2003